# (1319) Диза
(1319) Диза (лат. Disa) — типичный астероид главного пояса, который был открыт 19 марта 1934 года южноафриканским астрономом Сирилом Джексоном в обсерватории Йоханнесбурга и назван в честь орхидей рода Disa.

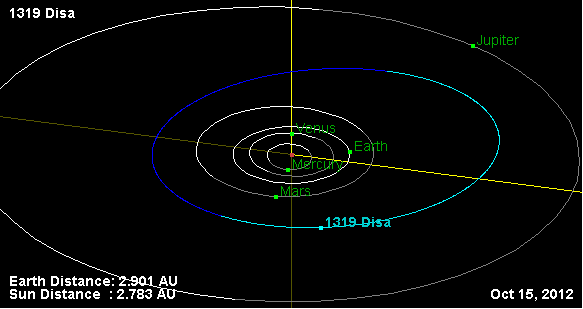
Орбита астероида Диза и его положение в Солнечной системе